# Pedro Reyes
Pedro Antonio Reyes González (ur. 13 listopada 1972 w Antofagasta), chilijski piłkarz grający na pozycji środkowego obrońcy.

## Kariera klubowa
Reyes piłkarską karierę rozpoczął w klubie Deportes Antofagasta wywodzącym się z jego rodzinnego miasta Antofagasta. W jego barwach zadebiutował w 1991 w lidze chilijskiej i grał tam bez większych sukcesów do końca 1992 roku. W 1993 roku przeszedł do stołecznego CSD Colo-Colo i w tym samym roku został z nim mistrzem Chile. Rok później zdobył swój pierwszy w karierze Puchar Chile. W 1996 roku sięgnął po dublet, a w 1997 po mistrzostwo fazy Clausura (za swoją postawę został Piłkarzem Roku w Chile). Z kolei w 1998 roku przyczynił się do wywalczenia kolejnego mistrzostwa kraju.
Na początku 1999 roku Reyes przeszedł do francuskiego AJ Auxerre. W Ligue 1 zadebiutował 30 stycznia 1999 w zremisowanym 1:1 wyjazdowym spotkaniu z FC Sochaux-Montbéliard. W Auxerre początkowo występował w pierwszym składzie, ale w sezonie 2000/2001 stał się rezerwowym, a w 2002 roku wrócił do Chile.
Po powrocie do ojczyzny Reyes występował w Universidad de Chile, ale już po roku przeniósł się do lokalnego rywala, Uniónu Española. W 2004 roku trafił do paragwajskiej Olimpii Asunción, ale po pół roku znów grał w rodzimej ekstraklasie. Występował kolejno w Deportes La Serena, Audax Italiano i ponownie Uniónie Española, a w 2007 roku wrócił do rodzinnej Antofagasty i ponownie zaczął występować w tamtejszym klubie Deportes.

## Kariera reprezentacyjna
W reprezentacji Chile Reyes zadebiutował w 1994 roku. W 1998 roku został powołany przez Nelsona Acostę do kadry na Mistrzostwa Świata we Francji. Na tym turnieju był podstawowym zawodnikiem Chile i zagrał we wszystkich meczach: grupowych z Włochami (2:2), z Austrią (1:1) i z Kamerunem (1:1) oraz w 1/8 finału z Brazylią (1:4). W 1999 roku zagrał wraz z Chile na Copa América 1999, a potem zaliczył także Copa América 2001. Z kolei w 2000 roku zdobył brązowy medal na Igrzyskach Olimpijskich w Sydney. Ostatni mecz w reprezentacji rozegrał w 2001 roku. W kadrze narodowej zagrał 55 razy i zdobył 4 gole.